# Miltochrista erythropoda
Miltochrista erythropoda är en fjärilsart som beskrevs av Walter Karl Johann Roepke 1946. Miltochrista erythropoda ingår i släktet Miltochrista och familjen björnspinnare. Inga underarter finns listade i Catalogue of Life.